# Sminthurinus niger
Sminthurinus niger är en urinsektsart som först beskrevs av Lubbock 1868.  Sminthurinus niger ingår i släktet Sminthurinus och familjen Katiannidae. Arten är reproducerande i Sverige. Inga underarter finns listade i Catalogue of Life.